# شیهو اوگاوا
شیهو اوگاوا (انگلیسی: Shiho Ogawa؛ زادهٔ ۲۶ دسامبر ۱۹۸۸) بازیکن فوتبال اهل ژاپن است که در تیم ملی فوتبال زنان ژاپن بازی کرده‌است.